# سكة الندامة (فلم)
سكة الندامة هو فيلم دراما مصري من إخراج حسام الدين مصطفى وبطولة محمود عبد العزيز، يسرا، غادة الشمعة، نجاح الموجي وإبراهيم الشرقاوي، صدر الفيلم في 16 فبراير 1987.

## نبذة
طارق مهندس معماري مستقيم، ترفض والدة خطيبته مها إتمام زواجهما بعد أن يرفض تحسين حالته المادية عن طريق الرشوة ويستسلم طارق لحقن المورفين، تهرب فتاة الليل حميدة من القواد عزيز وتتوب، تتعرف على طارق ويتزوجان دون أن يعرف أحدهما حقيقة الآخر، يتماثل طارق للشفاء ويفتح مكتبًا هندسيًّا . يحاول عزيز إعادة حميدة للعمل فترفض فينتقم منها.

## طاقم العمل
- محمود عبد العزيز بدور طارق
- يسرا بدور حميدة - سحر
- غادة الشمعة بدور مها
- نجاح الموجي بدور عزيز
- إبراهيم الشرقاوي بدور المقدم مصطفى

## وصلات خارجية
- مقالات تستعمل روابط فنية بلا صلة مع ويكي بيانات